# Santo Hipólito
Santo Hipólito là một đô thị thuộc bang Minas Gerais, Brasil. Đô thị này có diện tích 430,775 km², dân số năm 2007 là 3541 người, mật độ 7,7 người/km².